# L'ora scarlatta
L'ora scarlatta (The Scarlet Hour) è un film del 1956 diretto da Michael Curtiz e basato sul racconto The Kiss Off di Frank Tashlin.

## Trama
In una stradina buia ed isolata sulla collina che sovrasta la città il committente di un furto istruisce i due svaligiatori alle sue dipendenze su come condurre l'effrazione nella villa del dottor Lynbury, in un giorno stabilito in cui nessuno è a casa, e sottrarre dalla sua cassaforte gioielli di gran valore. Il loro colloquio tuttavia non è così riservato come si crede. Due amanti infatti sono infrattati nelle vicinanze, e odono l'esposizione del piano: si tratta di Pauline – giovane moglie del facoltoso immobiliarista ed imprenditore edile Ralph Nevins – e di E. V. Marshal, detto "Marsh", che lavora proprio alle dipendenze di Ralph.
Il rapporto fra Ralph e la moglie decisamente non è buono, e Pauline – al fine di avere una certa indipendenza economica e lasciare il marito – convince il riluttante Marsh a derubare i ladri una volta che avessero portato a termine il crimine. Nella notte del furto, Marsh riesce effettivamente ad impadronirsi dei gioielli – sfuggendo alla gragnuola di colpi che i due svaligiatori derubati gli riversano addosso – e fa per portarli nell'auto di Pauline, appostata nelle vicinanze. Ma sul luogo del delitto è presente, nascosto, anche Ralph, che – avendo appurato il tradimento della moglie – aveva seguito i due amanti. Egli ha una colluttazione con Pauline, nel corso della quale rimane ucciso da un proiettile della propria pistola.
Nel corso delle indagini si vengono chiarendo alcuni importanti punti, fra i quali il fatto che il committente del furto non era altri che il dottor Lynbury stesso, che aveva venduto i gioielli (che appartenevano a sua moglie), ne aveva fatto fare delle copie in materiale non prezioso, ed intendeva truffare l'assicurazione inscenando il furto. Si delinea inoltre la grettezza di Pauline e la sua (ingiustificata) gelosia nei confronti di Kathy, la segretaria della ditta Nevins, che ella suppone avesse dei rapporti con Marsh.
Supposizione errata, ma rimane vero che Kathy è innamorata di Marsh. Quando, al termine delle indagini, Lynbury, Marsh – che alla fine confessa tutto - e Pauline, ognuno per il proprio delitto, vengono assicurati alla giustizia, sarà proprio Kathy a ripetere a Marsh – ormai liberato dalla sua infatuazione verso Pauline - la sua devozione nei suoi confronti. Dei due svaligiatori si perdono le tracce. 